# Lijst van grootofficieren in de Kroonorde
Dit is een lijst van grootofficieren in de Belgische Kroonorde over wie een artikel in de Nederlandstalige Wikipedia is opgenomen. Belgen zijn opgenomen onder het tussenvoegsel van hun naam.

## A
- Conny Aerts (1966) (2023)

## B
- Rob Bauer (1962) (2020)[1]
- Serge Brammertz(1962) (2007)
- Carlos Brito (1960) (2022)[2]

## C
- Mark Wayne Clark (1896-1984)[3]
- Bernard Caprasse (1949) (2015)[4]
- Luc Cortebeeck (1950) (2018)[5]

## D
- Dixie Dansercoer (1962-2021) (2003)[6]
- Armand De Decker (1948-2019) (1999)[7]
- Jozef Deleu (1937)
- André Deruyttere (1925-2004)
- Léon Devos (1897-1974)
- Honoré Drubbel

## E
- Pieter Eijssen (1906-1988) (1972)
- zuster Emmanuelle (1908-2008) (2005)[8]
- Axel Enthoven (1947) (2014)

## F
- Jan Fabre (1958) (2004)[9]
- George Forrest (1940) (2014)[10]

## G
- Michèle George (1974) (2013)[11]
- Derrick Gosselin (1956) (2017)[12]
- Simon Gronowski (1931) (2025)

## H
- Michel Hofman
- Victor Horta (1861-1947)
- Alain Hubert (1953) (2003)[6]
- Govert Huijser (1931-2014)[13]

## J
- Paul Janssen (1926-2003)

## K
- Ernest King (1878-1956) (1948)
- Luuk Kroon (1942-2012)

## L
- Marie-José Laloy (1950) (2015)[4]
- Roger Lambrechts (1927-2005)

## M
- William Massey (1856-1925) (1922)
- Tom Middendorp (1960)

## R
- Louis Hubert Willem Regout (1861-1915)

## S
- Patsy Sörensen (1952) (2005)
- Aung San Suu Kyi (1945) (2013)[14]

## V
- August Van Daele
- Leo Van Puyvelde
- Jean-Pascal van Ypersele (1957) (2014)[15]
- Marieke Vervoort (1979-2019) (2013)[11]
- Hubert Verwilghen (1883-1955)

## W
- Dirk Wauters (1955) (2018)[12]